# Le Haut-Soultzbach
Le Haut-Soultzbach – gmina we Francji, w regionie Grand Est, w departamencie Górny Ren. W 2013 roku liczba ludności wynosiła 903 mieszkańców.
Gmina została utworzona 1 stycznia 2016 roku z połączenia dwóch ówczesnych gmin: Mortzwiller oraz Soppe-le-Haut. Siedzibą gminy została miejscowość Mortzwiller.